# WGC - CA Kampioenschap 2014
Het WGC - CA Kampioenschap  was een golftoernooi van de World Golf Championships. In 2014 werd dit toernooi gespeeld van 6 tot en met 9 maart. Sinds 2007 wordt het gespeeld op de Blue Monster-baan van Doral Golf. Titelverdediger was Tiger Woods, die het toernooi in 2013 won met een score van -19. Eerder won hij dit toernooi in 1999, 2002, 2003, 2005, 2006 en 2007. Hij staat nummer 1 op de wereldranglijst.

## Verslag

### Ronde 1
Weer een toernooi wat last heeft van het weer. Het spel werd 145 minuten wegens stormachtige wind onderbroken waarna ronde 1 kon niet worden afgemaakt omdat het te donker werd. Slechts zes spelers hadden hun ronde kunnen afmaken. Er staan vijf spelers aan de leiding met -3, maar alleen Harris English, de nummer 3 op de wereldranglijst, heeft zijn ronde afgemaakt. De anderen zijn Jason Dufner, Hunter Mahan, Patrick Reed en Francesco Molinari. Aan het einde van de ronde was daar Dustin Johnson bij gekomen maar werden ze ingehaald door Patrick Reed, die op -4 eindigde.

Joost Luiten speelt in de voorlaatste partij en is ingedeeld met Graham DeLaet en Rickie Fowler. Hij maakte een ronde van 76, gelijk aan Tiger Woods.

### Ronde 2
De stormachtige wind zorgde voor hoge scores. Slechts vier spelers speelden ronde 2 onder par, Joost Luiten maakte een ronde van 72 en steeg 32 plaatsen. Francesco Molinari maakte een ronde van 75 en bleef op de 5de plaats, samen met Graeme McDowell, Rory McIlroy en Jamie Donaldson. De vier leiders komen allen uit de Verenigde Staten.
Hoewel Tiger Woods boven par speelde maakte hij de "shot of the day": een 30 meter lange putt op hole 4 voor birdie.

### Ronde 3
De wind was gaan liggen en 21 spelers speelden onder par waarmee het totaal van de rondes van 71 of minder in 3 rondes is gekomen op 40. De beste score was 66 van Tiger Woods, die daardoor op de 4de plaats kwam. Joost Luiten maakte 71 en steeg iets in het klassement.

### Ronde 4
Patrick Reed heeft een fantastisch toernooi gespeeld en van het begin tot het einde aan de leiding gestaan. Jamie Donaldson eindigde als beste Europeaan op de 2de plaats met Bubba Watson en klom naar de 27ste plaats op de wereldranglijst. De beste ronde was van Jonas Blixt die daardoor 16de werd. Joost Luiten heeft het toernooi ook goed afgesloten en steeg naar de 13de plaats.
- Volledige scores

| Naam                 | R2D | FedEx | OWGR | Score R1 | Score R1 | Nr  | Score R2 | Score R2 | Totaal | Nr  | Score R3 | Score R3 | Totaal | Nr  | Score R4 | Score R4 | Totaal | Nr  |
| -------------------- | --- | ----- | ---- | -------- | -------- | --- | -------- | -------- | ------ | --- | -------- | -------- | ------ | --- | -------- | -------- | ------ | --- |
| Patrick Reed         | =   | 10    | 44   | 68       | -4       | 1   | 75       | +3       | -1     | T1  | 69       | -3       | -4     | 1   | 72       | par      | -4     | 1   |
| Jamie Donaldson      | 6   | =     | 30   | 74       | +2       | T27 | 70       | -2       | par    | T5  | 71       | -1       | -1     | T4  | 70       | -2       | -3     | T2  |
| Bubba Watson         | =   | 5     | 14   | 73       | +1       | T23 | 72       | par      | +1     | T6  | 72       | par      | +1     | T9  | 68       | -4       | -3     | T2  |
| Dustin Johnson       | =   | 2     | 10   | 69       | -3       | T2  | 74       | +2       | -1     | T1  | 73       | +1       | par    | T6  | 72       | par      | par    | T4  |
| Jason Dufner         | =   | 66    | 17   | 69       | -3       | T2  | 77       | +5       | +2     | T11 | 68       | -4       | -2     | T2  | 76       | +4       | +2     | T9  |
| Hunter Mahan         | =   | 46    | 32   | 69       | -3       | T2  | 74       | +2       | -1     | T1  | 71       | -1       | -2     | T2  | 76       | +4       | +2     | T9  |
| Joost Luiten         | 13  | =     | 45   | 76       | +4       | T53 | 72       | par      | +4     | T21 | 71       | -1       | +3     | T19 | 72       | par      | +3     | T13 |
| Miguel Ángel Jiménez | 21  | =     | 41   | 70       | -2       | T8  | 77       | +5       | +3     | T17 | 69       | -3       | par    | T6  | 75       | +3       | +3     | T13 |
| Matt Kuchar          | =   | 55    | 11   | 69       | -3       | T2  | 74       | +2       | -1     | T1  | 74       | +2       | +1     | T9  | 74       | +2       | +3     | T13 |
| Jonas Blixt          | 82  | =     | 50   | 79       | +7       | 65  | 72       | par      | +7     | T34 | 75       | +3       | +10    | T51 | 66       | -6       | +4     | T16 |
| Harris English       | =   | 3     | 36   | 69       | -3       | T2  | 77       | +5       | +2     | T11 | 74       | +2       | +4     | T21 | 72       | par      | +4     | T16 |
| Jimmy Walker         | =   | =     | 25   | 73       | +1       | T23 | 77       | +5       | +6     | T28 | 67       | -5       | +1     | T8  | 76       | +4       | +5     | T25 |
| Francesco Molinari   | 46  | =     | 40   | 69       | -3       | T2  | 75       | +3       | par    | T5  | 76       | +4       | +4     | T21 | 73       | +1       | +5     | T25 |
| Tiger Woods          | =   | 226   | 1    | 76       | +4       | T53 | 73       | +1       | +5     | T25 | 66       | -6       | -1     | T4  | 78       | +6       | +5     | T25 |

| Leider |  | Toernooirecord |  | MC = missed cut = cut gemist |  | R2D |  | FedEx |  | OWGR |

## Spelers
Het spelersveld bestaat in 2014 uit 69 deelnemers min Jason Day, die niet aan de start verscheen. Bijna de helft komt uit de Verenigde Staten.
| - Kiradech Aphibarnrat D - Thomas Bjørn - Jonas Blixt D - Keegan Bradley - Roberto Castro - George Coetzee - Jason Day (niet gestart) - Brendon de Jonge D - Graham DeLaet - Luke Donald - Jamie Donaldson - Victor Dubuisson D - Jason Dufner - Ernie Els - Harris English - Gonzalo Fz-Castañ0 - Darren Fichardt | - Rickie Fowler - Jim Furyk - Stephen Gallacher - Sergio García - Branden Grace - Bill Haas - Scott Hend - Billy Horschel - Thongchai Jaidee - Jin Jeong D - Miguel Ángel Jiménez - Dustin Johnson - Zach Johnson - Martin Kaymer - Hyung-sung Kim - Chris Kirk - Matt Kuchar | - Joost Luiten D - Hunter Mahan - Matteo Manassero - Hideki Matsuyama - Graeme McDowell - Rory McIlroy - Phil Mickelson - Francesco Molinari - Ryan Moore - Louis Oosthuizen - D.A. Points - Ian Poulter - Patrick Reed D - Justin Rose - Brett Rumford D - Charl Schwartzel - Adam Scott | - Webb Simpson - Brandt Snedeker - Jordan Spieth - Henrik Stenson - Richard Sterne - Kevin Streelman - Steve Stricker - Peter Uihlein D - Dawie van der Walt D - Jimmy Walker - Nick Watney - Bubba Watson - Boo Weekley - Lee Westwood - Gary Woodland - Tiger Woods |

D = debutant in dit toernooi
 South African Open Championship ·
 Alfred Dunhill Championship ·
 Nedbank Golf Challenge ·
 Hong Kong Open ·
 Nelson Mandela Championship ·
 Volvo Golf Champions ·
 Abu Dhabi Golf Championship ·
 Commercialbank Qatar Masters ·
 Dubai Desert Classic ·
 Joburg Open ·
 Africa Open ·
 WGC-Accenture Match Play Championship ·
 Tshwane Open ·
 WGC-Cadillac Championship ·
 Trophée Hassan II ·
 EurAsia Cup ·
 NH Collection Open ·
 The Masters ·
 Maybank Malaysian Open ·
 Volvo China Open ·
 The Championship at Laguna National ·
 Madeira Islands Open ·
 Open de España ·
 BMW PGA Championship ·
 Nordea Masters ·
 Lyoness Open ·
 US Open ·
 Iers Open ·
 BMW International Open ·
 Open de France ·
 Scottish Open ·
 The Open Championship ·
 M2M Russian Open ·
 WGC-Bridgestone Invitational ·
 US PGA Championship ·
 Made in Denmark ·
 D+D Real Czech Masters ·
 Italiaans Open ·
 European Masters ·
 KLM Open ·
 Wales Open ·
 Ryder Cup ·
 Alfred Dunhill Links Championship ·
 Portugal Masters ·
 Volvo World Match Play Championship ·
 Perth International ·
 BMW Masters ·
 WGC-HSBC Champions ·
 Turks Open ·
 Dubai World Championship